# Campionato mondiale di enduro 2013
Il Campionato mondiale di enduro 2013, ventiquattresima edizione dalla sua istituzione, ha avuto inizio il 16 marzo e si è conclusa l'8 settembre dopo 7 prove.

## E1

### Calendario
| Prova | Data          | Gran Premio                | Località         | Vincitore gara 1 | Vincitore gara 2 |
| ----- | ------------- | -------------------------- | ---------------- | ---------------- | ---------------- |
| 1     | 16-17 marzo   | Gran Premio del Cile       | Talca            | Antoine Meo      | Antoine Meo      |
| 2     | 23-24 marzo   | Gran Premio d'Argentina    | San Juan         | Antoine Meo      | Antoine Meo      |
| 3     | 11-12 maggio  | Gran Premio di Spagna      | Puerto Lumbreras | Matti Seistola   | Antoine Meo      |
| 4     | 18-19 maggio  | Gran Premio del Portogallo | Torres Vedras    | Antoine Meo      | Antoine Meo      |
| 5     | 15-16 giugno  | Gran Premio di Romania     | Buzău            | Antoine Meo      | Antoine Meo      |
| 6     | 22-23 giugno  | Gran Premio di Grecia      | Kastoria         | Antoine Meo      | Antoine Meo      |
| 7     | 7-8 settembre | Gran Premio di Francia     | Saint-Flour      | Antoine Meo      | Jeremy Tarroux   |

### Sistema di punteggio e legenda
| Pos.  | 1  | 2  | 3  | 4  | 5  | 6  | 7 | 8 | 9 | 10 | 11 | 12 | 13 | 14 | 15 | 16 > |
| ----- | -- | -- | -- | -- | -- | -- | - | - | - | -- | -- | -- | -- | -- | -- | ---- |
| Punti | 20 | 17 | 15 | 13 | 11 | 10 | 9 | 8 | 7 | 6  | 5  | 4  | 3  | 2  | 1  | 0    |

### Classifiche finali

#### Piloti
| Pos. | Pilota             | Moto      | Punti |
| ---- | ------------------ | --------- | ----- |
| 1    | Antoine Meo        | KTM       | 264   |
| 2    | Juha Salminen      | Husqvarna | 190   |
| 3    | Matti Seistola     | Husqvarna | 185   |
| 4    | Eero Remes         | TM Racing | 177   |
| 5    | Jérémy Joly        |           | 136   |
| 6    | Cristobal Guerrero | KTM       | 133   |
| 7    | Nicolas Deparrois  | Yamaha    | 112   |
| 8    | Anthony Boissiere  | Sherco    | 110   |
| 9    | Jeremy Tarroux     | Sherco    | 97    |
| 10   | Simone Albergoni   | HM Honda  | 92    |

#### Costruttori
| Pos. | Costruttore | Punti |
| ---- | ----------- | ----- |
| 1    | KTM         | 268   |
| 2    | Husqvarna   | 212   |
| 3    | TM          | 177   |
| 4    | Sherco      | 139   |
| 5    | Yamaha      | 123   |
| 6    | Honda       | 117   |
| 7    | Suzuki      | 86    |
| 8    | Husaberg    | 85    |
| 9    | HM Honda    | 75    |
| 10   | Kawasaki    | 5     |

## E2

### Calendario
| Prova | Data          | Gran Premio                | Località         | Vincitore gara 1       | Vincitore gara 2 |
| ----- | ------------- | -------------------------- | ---------------- | ---------------------- | ---------------- |
| 1     | 16-17 marzo   | Gran Premio del Cile       | Talca            | Pierre Alexandre Renet | Alex Salvini     |
| 2     | 23-24 marzo   | Gran Premio d'Argentina    | San Juan         | Alex Salvini           | Alex Salvini     |
| 3     | 11-12 maggio  | Gran Premio di Spagna      | Puerto Lumbreras | Iván Cervantes         | Iván Cervantes   |
| 4     | 18-19 maggio  | Gran Premio del Portogallo | Torres Vedras    | Alex Salvini           | Alex Salvini     |
| 5     | 15-16 giugno  | Gran Premio di Romania     | Buzău            | Johnny Aubert          | Alex Salvini     |
| 6     | 22-23 giugno  | Gran Premio di Grecia      | Kastoria         | Pierre Alexandre Renet | Alex Salvini     |
| 7     | 7-8 settembre | Gran Premio di Francia     | Saint-Flour      | Alex Salvini           | Alex Salvini     |

### Sistema di punteggio e legenda
| Pos.  | 1  | 2  | 3  | 4  | 5  | 6  | 7 | 8 | 9 | 10 | 11 | 12 | 13 | 14 | 15 | 16 > |
| ----- | -- | -- | -- | -- | -- | -- | - | - | - | -- | -- | -- | -- | -- | -- | ---- |
| Punti | 20 | 17 | 15 | 13 | 11 | 10 | 9 | 8 | 7 | 6  | 5  | 4  | 3  | 2  | 1  | 0    |

### Classifiche finali

#### Piloti
| Pos. | Pilota                 | Moto      | Punti |
| ---- | ---------------------- | --------- | ----- |
| 1    | Alex Salvini           | HM Honda  | 263   |
| 2    | Pierre Alexandre Renet | Husaberg  | 216   |
| 3    | Iván Cervantes         | KTM       | 211   |
| 4    | Johnny Aubert          | KTM       | 205   |
| 5    | Oriol Mena             | Husaberg  | 136   |
| 6    | Victor Guerrero        | KTM       | 127   |
| 7    | Lorenzo Santolino      | Husqvarna | 126   |
| 8    | Antoine Basset         | Yamaha    | 116   |
| 9    | Oscar Balletti         |           | 83    |
| 10   | David Knight           |           | 65    |

#### Costruttori
| Pos. | Costruttore | Punti |
| ---- | ----------- | ----- |
| 1    | KTM         | 239   |
| 2    | HM Honda    | 228   |
| 3    | Husaberg    | 218   |
| 4    | Yamaha      | 116   |
| 5    | Husqvarna   | 109   |
| 6    | Honda       | 84    |
| 7    | Gas Gas     | 29    |
| 8    | Sherco      | 25    |
| 9    | Suzuki      | 2     |

| Prova | Data          | Gran Premio                | Località         | Vincitore gara 1    | Vincitore gara 2    |
| ----- | ------------- | -------------------------- | ---------------- | ------------------- | ------------------- |
| 1     | 16-17 marzo   | Gran Premio del Cile       | Talca            | Joakim Ljunggren    | Christophe Nambotin |
| 2     | 23-24 marzo   | Gran Premio d'Argentina    | San Juan         | Christophe Nambotin | Aigar Leok          |
| 3     | 11-12 maggio  | Gran Premio di Spagna      | Puerto Lumbreras | Christophe Nambotin | Christophe Nambotin |
| 4     | 18-19 maggio  | Gran Premio del Portogallo | Torres Vedras    | Christophe Nambotin | Christophe Nambotin |
| 5     | 15-16 giugno  | Gran Premio di Romania     | Buzău            | Christophe Nambotin | Christophe Nambotin |
| 6     | 22-23 giugno  | Gran Premio di Grecia      | Kastoria         | Christophe Nambotin | Christophe Nambotin |
| 7     | 7-8 settembre | Gran Premio di Francia     | Saint-Flour      | Christophe Nambotin | Mathias Bellino     |

### Sistema di punteggio e legenda
| Pos.  | 1  | 2  | 3  | 4  | 5  | 6  | 7 | 8 | 9 | 10 | 11 | 12 | 13 | 14 | 15 | 16 > |
| ----- | -- | -- | -- | -- | -- | -- | - | - | - | -- | -- | -- | -- | -- | -- | ---- |
| Punti | 20 | 17 | 15 | 13 | 11 | 10 | 9 | 8 | 7 | 6  | 5  | 4  | 3  | 2  | 1  | 0    |

### Classifiche finali

#### Piloti
| Pos. | Pilota              | Moto       | Punti |
| ---- | ------------------- | ---------- | ----- |
| 1    | Christophe Nambotin | KTM        | 250   |
| 2    | Aigar Leok          | TM Racing  | 197   |
| 3    | Joakim Ljunggren    | Husaberg   | 191   |
| 4    | Luís Correia        | Beta Motor | 164   |
| 5    | Mathias Bellino     | Husaberg   | 133   |
| 6    | Deny Philippaerts   | Beta Motor | 131   |
| 7    | Fabien Planet       | Sherco     | 125   |
| 8    | Manuel Monni        | KTM        | 115   |
| 9    | Marcus Kehr         | KTM        | 114   |
| 10   | Benoit Fortunato    | HM Honda   | 84    |

#### Costruttori
| Pos. | Costruttore | Punti |
| ---- | ----------- | ----- |
| 1    | KTM         | 262   |
| 2    | Husaberg    | 228   |
| 3    | TM          | 197   |
| 4    | Beta        | 175   |
| 5    | Sherco      | 125   |
| 6    | Honda       | 86    |
| 7    | Gas Gas     | 39    |